# قسطرة القلب
قسطرة القلب (بالإنجليزية: Cardiac catheterization)‏ أو قثطرة القلب أو التمييل هي عملية إدخال أنبوب يسمى بالقسطر إلى القلب عبر شريان محيطي مثل الشريان الفخذي أو الشريان العضدي، من أجل الوصول إلى البطين الأيسر للقلب أو إلى الشرايين الإكليلية (التاجية) وذلك لأغراض تشخيصية مثل حقن البطين الأيسر أو الشرايين الإكليلية بالمادة الظليلة التي تسهل رؤيتها بالأشعة السينية أو لإدخال مواد أو معدات علاجية.
كانت قسطرة القلب تستخدم في بداياتها فقط على قسطرة حجرات القلب لقياس الضغط فيها، ولفحص الصِّمامات القلبية، وقياس مقدرة القلب على ضخ الدم بواسطة المادة المظللة، إلا أنه جرت العادة على إطلاق وصف قسطرة القلب على قسطرة الشرايين التاجية قسطرة الشرايين التاجية والهادفة لمعرفة تضيُّقات هذه الشرايين وعلاجها. وهو الغالب على هذه العمليات، حيث يتم الاستغناء عن قسطرة حجرات القلب. والسبب في ذلك يعود إلى أن معظم حالات الذبحة الصدرية ناجمة عن تضيق أو انسداد الشرايين التاجية (انظر تصلب الشرايين). ولأن فحوصات الموجات فوق الصوتية للقلب (أو ما يدعى بصدى القلب) أصبحت تغني عن هذا الفحص.

## دواعي القسطرة
- الكشف عن التضيقات في الشرايين الإكليلية (التاجية) والحاصلة في مرض شريان القلب التاجي، وعلاج هذه التضيقات.
- تشخيص لبعض أمراض الصمامات القلبية وعلاج تضيق الصمام التاجي (المترالي).
- قياس أبعاد الشريان الأبهري الصاعد.
- التحضير لعمليات القلب المفتوح.
- الكشف عن التشوهات المولودة.
- علاج وإغلاق الفتحة المولودة بين الجانب الأيسر والأيمن من القلب.

## الطريقة
تبدأ العملية بالتخدير الموضعي في منطقة المغبن وحديثاً أيضاً من منطقة المرفق، وثم يصار إلى النخز بالإبرة للوصول إلى الشريان الطرفي مثل الشريان الفخذي أو الشريان العضدي. ثم يتم إدخال القثطار إلى هذا الشريان، ومن هناك عبر الشريان الأبهر (الأورطي) إلى القلب.
عند الوصول إلى القلب يتم حقن المادة الظليلة وبخاصة في الشرايين الإكليلية (التاجية) أو في البطين الأيسر، أو يتم عن طريق القثطار قياس ضغط الدم في حجيرات القلب وتسجيل تخطيط لضغط الدم هناك. ويمكن هذا الفحص من تصوير الشرايين التاجية وتقدير مدى التضيق - إن وُجد -.
عملية القسطرة بحد ذاتها تعتبر عملية تشخيصية، ولكن في حالة إجرائها لتشخيص تضيق في الشرايين التاجية، فإنه وفي كثير من الحالات يمكن إضافة الجانب العلاجي بإدخال البالون النافخ إلى هذه الشرايين والعمل على توسعتها، ووضع الشبكات المعدنية الحامية والمانعة لعودة التضيق من جديد في هذه الشرايين. وهذا يتم بناءً على موافقة المريض في نفس الجلسة أو في جلسة آخرى منفصلة.

## حسابات القسطرة
تختلف الحسابات باختلاف دواعي القسطرة:
فحين يُجرى الفحص للكشف عن تضيقات الشرايين التاجية، فإنه تتم قثطرة هذه الشرايين (قثطرة شريانية) ويتم حقن المادة الظليلة في هذه الشرايين، ثم يتم تصوير هذه الشرايين بالأشعة السينية والتعرف إما بالعين المجردة على التضيقات وتقديرها، أو يمكن قياسها باستخدام برامج حاسوبية لقياس قطر الشريان التاجي وقياس التضيق وحساب نسبة التضيق المئوية، أي كم من قطر أو مساحة الوعاء تضيقت بفعل تصلب الشرايين.
وعاء دموي نسبة التضيق فيه 30%، يعني أن 70% من هذا الوعاء مفتوح لسريان الدم فيه.
وعاء دموي نسبة التضيق فيه 90%، يعني أن 10% من هذا الوعاء ما زال مفتوحاً.
في حالة التضيق بنسبة 99% أو98% تسمى هذه الحالة بالانغلاق شبه التام للوعاء الدموي.
في حالة الانغلاق التام للوعاء الدموي تكون النسبة 100%.
كل نسب التضيق مادون 50% تعتبر غير مؤثرة على مجرى الدم، وتعامل معاملة الأوعية المفتوحة، ولكن يجب على المريض التقليل من عوامل الخطر وتحسين طريقة حياته.
التضيقات التي تزيد على 60% تعتبر تضيقات معتبرة، أي أنها بشكل عام تتطلب علاجاً.
تعتبر التضيقات التي تزيد عن 85% تضيقات حرجة قد تؤدي إلى جلطة قلبية.
قد يحدث انسداد كامل (100%) لوعاء دموي في القلب دون أن يرافقة جلطة قلبية، وذلك إذا توفرت البدائل لتزويد العضلة القلبية بالدم عن طريق أوعية التفافية.
في حالة التضيقات المعتبرة في الشرايين التاجية يمكن أن يتم خلال عملية القثطرة التاجية إدخال بالون إلى منطقة التضيق، وثم توسيع التضيق بنفخ البالون، ثم إضافة الشبكة القلبية (ستنت).

## الاستخدامات

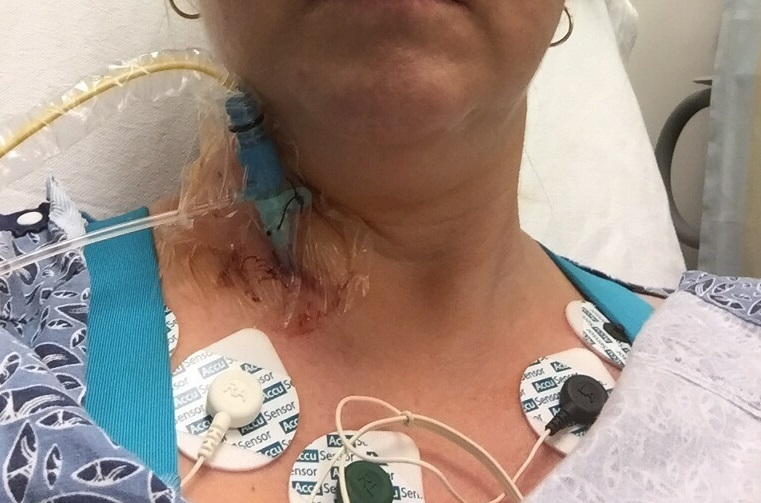
شخص يخضع لإجراء حيث تم وضع مُدخل 8 F في الوريد الوداجي الأيمن باستخدام مجموعة وصول 5F MAK. تم إدخال قسطرة ذات رأس بالون 7 F عبر الغمد الوريدي، وتم نفخ البالون وتم دفع القسطرة من خلال غرف القلب اليمنى إلى موضع الإسفين الشعري الرئوي. تم الحصول على ضغوط الجانب الأيمن وقياس ناتج القلب باستخدام التخفيف الحراري.

تصوير الأوعية التاجية هو إجراء تشخيصي يسمح بتصور الأوعية التاجية. يستخدم التنظير الفلوري لتصور تجويف الشرايين كإسقاط ثنائي الأبعاد. إذا أظهرت هذه الشرايين تضيقًا أو انسدادًا، فهناك تقنيات لفتح هذه الشرايين. التدخل التاجي عن طريق الجلد هو مصطلح شامل يتضمن استخدام الدعامات الميكانيكية والبالونات وما إلى ذلك لزيادة تدفق الدم إلى الأوعية المسدودة (أو المسدودة سابقًا).
يعد قياس الضغط في القلب أيضًا جانبًا مهمًا من جوانب القسطرة. القسطرة عبارة عن قنوات مملوءة بالسوائل يمكنها نقل الضغط إلى خارج الجسم لمحولات الضغط. يسمح هذا بقياس الضغط في أي جزء من القلب يمكن تحريك القسطرة فيه.
يمكن أيضًا قياس تدفق الدم من خلال عدة طرق. الأكثر شيوعًا، يتم تقدير التدفقات باستخدام مبدأ Fick والتخفيف الحراري. هذه الطرق لها عيوب، ولكنها تعطي تقديرات غازية للناتج القلبي، والتي يمكن استخدامها لاتخاذ قرارات سريرية (على سبيل المثال، صدمة قلبية، قصور القلب ) لتحسين حالة الشخص.
غالبًا ما تتطلب القسطرة القلبية استخدام التنظير الفلوري لتصور مسار القسطرة عند دخولها إلى القلب أو عند دخولها الشرايين التاجية. تُعرف الشرايين التاجية باسم «الأوعية النخابية» لأنها تقع في النخاب، وهي الطبقة الخارجية للقلب. يتطلب استخدام التنظير الفلوري تباينًا ظليلًا للأشعة، والذي يمكن أن يؤدي في حالات نادرة إلى إصابة الكلى الناتجة عن التباين (انظر اعتلال الكلية الناجم عن التباين ) يتعرض الأشخاص باستمرار لجرعات منخفضة من الإشعاع المؤين أثناء الإجراءات. يعد وضع الجدول المثالي بين مصدر الأشعة السينية وجهاز الاستقبال، ومراقبة الإشعاع عبر قياس الجرعات بالحرارة، طريقتين رئيسيتين لتقليل تعرض الشخص للإشعاع. الأشخاص المصابون بأمراض مصاحبة معينة (الأشخاص الذين لديهم أكثر من حالة واحدة في نفس الوقت) يكونون أكثر عرضة لخطر الأحداث الضائرة أثناء إجراء قسطرة القلب. تشمل حالات الاعتلال المشترك هذه تمدد الأوعية الدموية الأبهري، وتضيق الأبهر، ومرض الشريان التاجي ثلاثي الأوعية الشامل، ومرض السكري، وارتفاع ضغط الدم غير المنضبط، والسمنة، وأمراض الكلى المزمنة، والذبحة الصدرية غير المستقرة.

### قسطرة القلب الأيسر

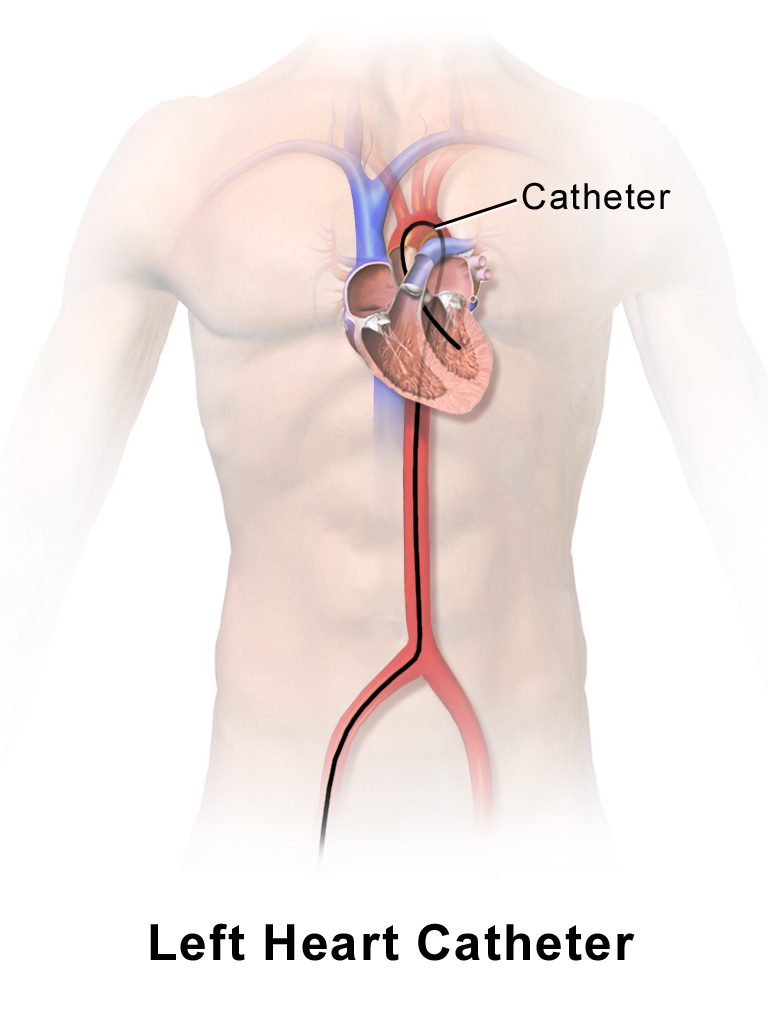
قسطرة القلب الأيسر

قسطرة القلب الأيسر (LHC) مصطلح غامض وفي بعض الأحيان يكون التوضيح مطلوبًا:
- يمكن أن يعني المصادم LHC قياس ضغط الجانب الأيسر من القلب.
- يمكن أن يكون LHC مرادفًا لتصوير الأوعية التاجية.

تُستخدم التقنية أيضًا لتقييم مقدار الانسداد (أو الانسداد) في الشريان التاجي، وغالبًا ما يتم وصفه كنسبة مئوية من الانسداد. يتم إدخال سلك رفيع ومرن إما في الشريان الفخذي أو الشريان الكعبري ويتم توجيهه باتجاه القلب حتى يصبح في الشريان الأورطي الصاعد. لا يرتبط الوصول الشعاعي بزيادة خطر الإصابة بالسكتة الدماغية على مدخل الفخذ. في هذه المرحلة، يتم توجيه القسطرة عبر السلك إلى الشريان الأورطي الصاعد، حيث يمكن مناورتها في الشرايين التاجية من خلال ostia التاجية. في هذا الموضع، يمكن لطبيب القلب التدخلي حقن التباين وتصور التدفق عبر الوعاء الدموي. إذا لزم الأمر، يمكن للطبيب استخدام تقنيات التدخل التاجي عن طريق الجلد، بما في ذلك استخدام دعامة (إما معدنية عارية أو موصلة بالأدوية) لفتح الوعاء المسدود واستعادة تدفق الدم المناسب. بشكل عام، يُعتقد أن الانسدادات التي تزيد عن 70٪ من عرض تجويف الوعاء تتطلب التدخل. ومع ذلك، في الحالات التي يتم فيها انسداد عدة أوعية (ما يسمى بمرض الأوعية الدموية الثلاثة)، قد يختار طبيب القلب التداخلي بدلاً من ذلك إحالة المريض إلى جراح القلب من أجل جراحة تحويل مسار الشريان التاجي (CABG؛ انظر جراحة مجازة الشريان التاجي).

### قسطرة القلب الأيمن

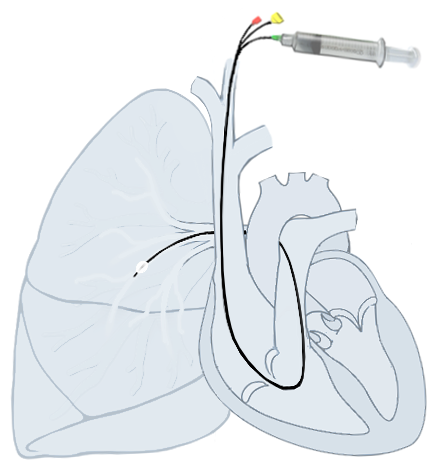
قسطرة القلب الأيمن باستخدام قسطرة الشريان الرئوي Swan-Ganz

تسمح قسطرة القلب الأيمن (RHC) للطبيب بتحديد الضغوط داخل القلب (الضغوط داخل القلب). غالبًا ما يتم الوصول إلى القلب عبر الوريد الوداجي الداخلي أو الفخذ. الشرايين غير مستخدمة. يتم الحصول على القيم عادة لضغوط الأذين الأيمن والبطين الأيمن والشريان الرئوي والضغوط «الإسفينية» الشعرية الرئوية. تسمح قسطرة القلب الأيمن للطبيب بتقدير النتاج القلبي، وكمية الدم التي تتدفق من القلب كل دقيقة، ومؤشر القلب، وهو عامل ديناميكي للدورة يربط بين ناتج القلب وحجم جسم المريض. يمكن تحديد النتاج القلبي عن طريق إطلاق كمية صغيرة من المحلول الملحي (إما مبرد أو في درجة حرارة الغرفة) في منطقة واحدة من القلب وقياس التغير في درجة حرارة الدم بمرور الوقت في منطقة أخرى من القلب.
غالبًا ما يتم إجراء قسطرة القلب اليمنى لارتفاع ضغط الدم الرئوي وفشل القلب والصدمة القلبية. يمكن وضع قسطرة الشريان الرئوي واستخدامها وإزالتها، أو يمكن وضعها وتركها في مكانها للمراقبة المستمرة. يمكن إجراء هذا الأخير في وحدة العناية المركزة (ICU) للسماح بقياس متكرر لمعلمات الدورة الدموية استجابة للتدخلات.
المعلمات التي يمكن الحصول عليها من قسطرة القلب الأيمن:
- ضغط الأذين الأيمن
- ضغط البطين الأيمن
- ضغط الشريان الرئوي
- ضغط الوتد الشعري الرئوي
- مقاومة الأوعية الدموية الجهازية
- مقاومة الأوعية الدموية الرئوية
- القلب الناتج
- أكسجة الدم

يتم إجراء زرع CardioMEMS أثناء قسطرة القلب الأيمن. يُزرع هذا الجهاز في الشريان الرئوي للسماح بالقياس في الوقت الفعلي لضغط الشريان الرئوي بمرور الوقت.

### قسطرة تاجية
قسطرة الشريان التاجي هي عملية جراحية لها مخاطر تشمل السكتة الدماغية والنوبات القلبية والموت. مثل أي إجراء آخر، يجب أن تفوق الفوائد المخاطر، وبالتالي فإن هذا الإجراء مخصص لأولئك الذين يعانون من أعراض أمراض القلب الخطيرة ولا يستخدم أبدًا لأغراض الفحص. تُستخدم الاختبارات الأخرى غير الغازية بشكل أفضل عندما يكون التشخيص أو اليقين من التشخيص غير واضح.
تشمل مؤشرات قسطرة القلب ما يلي:
- متلازمات الشريان التاجي الحادة: ارتفاع ST MI (STEMI)، ارتفاع MI غير ST (NSTEMI)، وذبحة صدرية غير مستقرة
- تقييم مرض الشريان التاجي كما هو محدد بـ
  - اختبار إجهاد غير طبيعي
  - كجزء من التقييم السابق للعملية لإجراءات القلب الأخرى (مثل استبدال الصمام) حيث يمكن إجراء تطعيم مجازة الشريان التاجي في نفس الوقت ك
  - التقسيم الطبقي للمخاطر للعمليات الجراحية عالية المخاطر القلبية (على سبيل المثال، إصلاح تمدد الأوعية الدموية داخل الأوعية الدموية)
- ألم مستمر في الصدر على الرغم من العلاج الطبي يعتقد أنه من القلب
- بداية جديدة لفشل القلب غير المبرر
- النجاة من الموت القلبي المفاجئ أو عدم انتظام ضربات القلب الخطير
- فحص الذبحة الصدرية المشتبه بها (تشنج الأوعية التاجية)

يجب إجراء قسطرة القلب الأيمن، جنبًا إلى جنب مع اختبار وظائف الرئة والاختبارات الأخرى لتأكيد ارتفاع ضغط الدم الرئوي قبل الموافقة على العلاجات الدوائية الفعالة في الأوعية والبدء فيها.
- لقياس ضغط الدم داخل القلب وداخل الأوعية الدموية.
- لأخذ عينات الأنسجة لأخذ خزعة.
- لحقن عوامل مختلفة لقياس تدفق الدم في القلب؛ أيضا لاكتشاف وتحديد وجود تحويلة داخل القلب.
- لحقن عوامل التباين من أجل دراسة شكل الأوعية وغرف القلب وكيف تتغير مع دقات القلب.

### أجهزة تنظيم و تقويم ضربات القلب

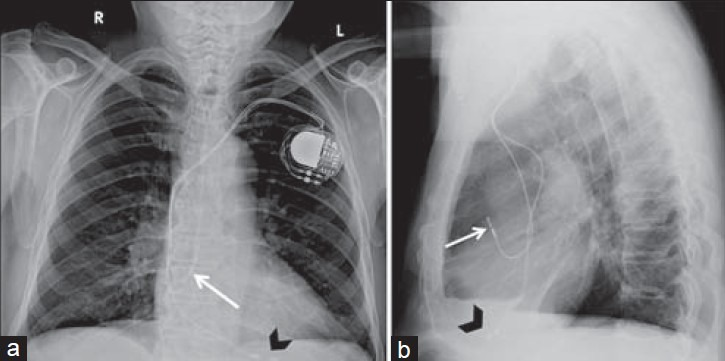
صورة بالأشعة السينية للصدر الخلفي والجانبي لجهاز تنظيم ضربات القلب مع وجود خيوط طبيعية في الأذين الأيمن (السهم الأبيض) والبطين الأيمن (رأس السهم الأسود)، على التوالي.

يتم وضع أجهزة تنظيم ضربات القلب الداخلية و الناظمات القلبية من خلال القسطرة أيضًا. الاستثناء من ذلك هو وضع أقطاب كهربائية على السطح الخارجي للقلب (تسمى الأقطاب الكهربائية النخابية). خلاف ذلك، يتم وضع الأقطاب الكهربائية من خلال الجهاز الوريدي إلى القلب وتترك هناك بشكل دائم. عادةً ما يتم وضع هذه الأجهزة في الجزء العلوي الأيسر من الصدر وتدخل الوريد تحت الترقوة الأيسر ويتم وضع الأقطاب الكهربائية في الأذين الأيمن والبطين الأيمن والجيوب التاجية (لتحفيز البطين الأيسر).

### تقييم الصمام
تخطيط صدى القلب هو طريقة غير جراحية لتقييم صمامات القلب. ومع ذلك، في بعض الأحيان، يجب قياس تدرجات ضغط الصمام مباشرةً لأن الصدى ملتبس بالنسبة لشدة مرض الصمام. يمكن إجراء التقييم الغازي للصمام باستخدام القسطرة عن طريق وضع قسطرة عبر الصمام وقياس الضغط في وقت واحد على كل جانب من الصمام للحصول على تدرج الضغط. بالتزامن مع قسطرة القلب الأيمن، يمكن تقدير مساحة الصمام. على سبيل المثال، في حساب منطقة الصمام الأبهري، يمكن استخدام معادلة جورلين لحساب المنطقة إذا كان ناتج القلب وتدرج الضغط والفترة الانقباضية ومعدل ضربات القلب معروفين.

### تصوير الأوعية الرئوية
يمكن إجراء تقييم تدفق الدم إلى الرئتين بشكل غازي من خلال القسطرة. يُحقن التباين في الجذع الرئوي أو الشريان الرئوي الأيمن أو الأيسر أو جزء من الشريان الرئوي.

### تقييم التحويلة

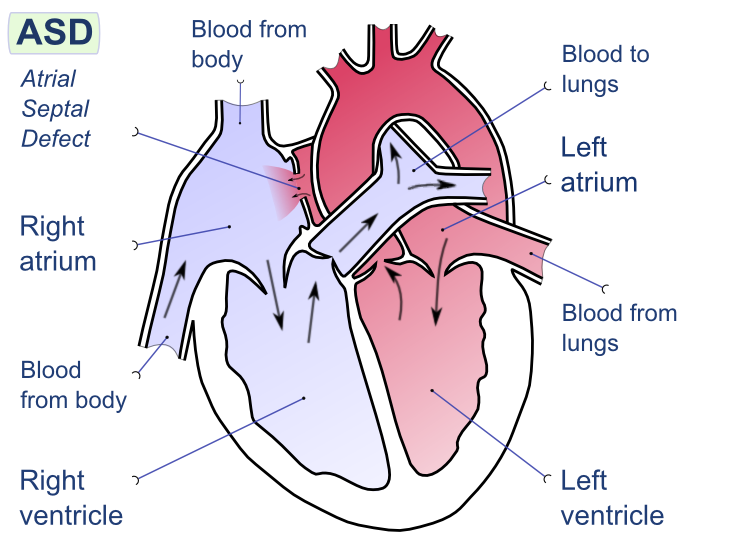
عيب الحاجز الأذيني مع تحويلة من اليسار إلى اليمين

يمكن تقييم تحويلات القلب من خلال القسطرة. باستخدام الأكسجين كعلامة، يمكن أخذ عينات من تشبع الدم بالأكسجين في مواقع مختلفة داخل القلب وحوله. على سبيل المثال، سيُظهر عيب الحاجز الأذيني من اليسار إلى اليمين زيادة ملحوظة في تشبع الأكسجين في الأذين الأيمن والبطين والشريان الرئوي مقارنةً بتشبع الأكسجين الوريدي المختلط من الدم المؤكسج من الرئتين المختلط بالعودة الوريدية إلى القلب. باستخدام مبدأ Fick، يمكن لنسبة تدفق الدم في الرئتين (Qp) ودورات النظام (Qs) حساب نسبة Qp: Qs. يشير ارتفاع نسبة Qp: Qs فوق 1.5 إلى 2.0 إلى وجود تحويلة ديناميكية كبيرة من اليسار إلى اليمين (بحيث يكون تدفق الدم عبر الرئتين أكثر من 1.5 إلى 2.0 مرة من الدورة الدموية). ومع ذلك، يمكن تقييم هذه النسبة بشكل غير جراحي باستخدام تخطيط صدى القلب أيضًا.
غالبًا ما يتم إجراء «تشغيل التحويلة» عند تقييم التحويلة عن طريق أخذ عينات الدم من الوريد الأجوف العلوي (SVC) والوريد الأجوف السفلي (IVC) والأذين الأيمن والبطين الأيمن والشريان الرئوي والشريان الشرياني. تدعم الزيادات المفاجئة في تشبع الأكسجين تحويلة من اليسار إلى اليمين، كما أن تشبع الأكسجين الشرياني الجهازي أقل من الطبيعي يدعم التحويلة من اليمين إلى اليسار. تستخدم عينات من SVC و IVC لحساب تشبع الأكسجين الوريدي المختلط.

### تصوير البطين

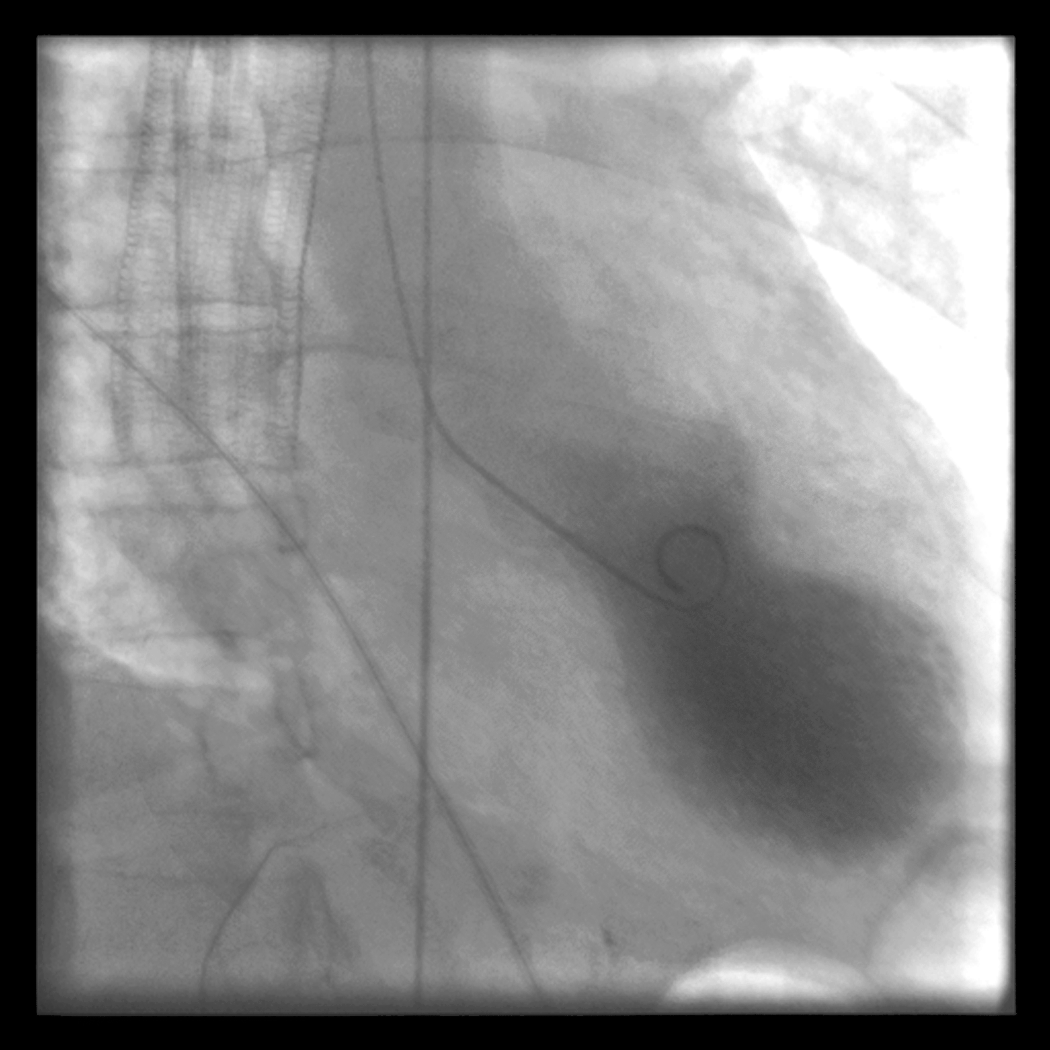
صورة للبطين

عن طريق حقن مادة التباين في البطين الأيسر، يمكن قياس مخطط البطين في كل من الانقباض والانبساط لتقدير الكسر القذفي (علامة على وظيفة القلب). نظرًا لأحجام التباين العالية وضغوط الحقن، لا يتم إجراء ذلك غالبًا ما لم تكن الطرق الأخرى غير ممكنة أو متضاربة.

### استبدال الصمام الأبهري عبر الجلد
سمحت التطورات في قسطرة القلب باستبدال صمامات القلب عن طريق الأوعية الدموية. تسمح هذه الطريقة باستبدال الصمام دون إجراء جراحة قلب مفتوح ويمكن إجراؤها على الأشخاص المعرضين لخطر كبير لإجراء مثل هذه الجراحة.

### فغر الحاجز بالبالون
يمكن أيضًا استخدام القسطرة لإجراء فغر الحاجز بالبالون، وهو توسيع الثقبة البيضوية أو الثقبة البيضوية الواضحة (PFO) أو عيب الحاجز الأذيني (ASD) باستخدام قسطرة بالون. يمكن القيام بذلك في بعض أمراض القلب الخلقية التي تتطلب التحويل الميكانيكي للحفاظ على الحياة مثل نقل الأوعية الكبيرة.

### جذ الحاجز الكحولي
اعتلال عضلة القلب الضخامي هو مرض تتكاثف فيه عضلة القلب ويمكن أن يسبب انسداد تدفق الدم. إذا كانت الديناميكية الدموية مهمة، يمكن إزالة هذه العضلات الزائدة لتحسين تدفق الدم. جراحيًا، يمكن القيام بذلك عن طريق استئصال عضلة الحاجز. ومع ذلك، يمكن إجراؤها من خلال القسطرة وعن طريق حقن الإيثانول لتدمير الأنسجة في استئصال الحاجز الكحولي. يتم ذلك عن طريق اختيار شريان الحاجز المناسب لإمداد المنطقة المقصودة، وبشكل أساسي، مما يتسبب في احتشاء موضعي خاضع للرقابة لعضلة القلب في المنطقة بالإيثانول.

## مضاعفات القسطرة
تشمل مضاعفات قسطرة القلب والأدوات المستخدمة أثناء القسطرة، على سبيل المثال لا الحصر:
- الموت
- سكتة دماغية
- نوبة قلبية
- عدوى
- حرق الإشعاع
- النزيف في منطقة النخز الحاجة للتدخل الجراجي أو لنقل الدم.
- حدوث شق في الشريان الفخذي ويمكن علاجه بالضغط على هذا الشق بالاستعانة بجهاز الموجات فوق الصوتية، أو بإجراء تخثير للدم موضعي باستخدام حقنة خاصة.
- نزيف من الشرايين التاجية، ويمكن علاجه باستخدام الشبكات المعدنية، ونادراً ما يحتاج الأمر إلى تدخل جراحي أو إلى عملية توصيل الشرايين القلبية.
- توقف القلب أو حصول اضطراب في دقات القلب مثل التسرع البطيني أو حتى رجفان بطيني، ويمكن علاج هذه المضاعفات إما بالأدوية أو بالصدمة الكهربائية باستخدام مزيل الرجفان أو استخدام منظم دقات القلب.
- التحسس من المادة المظللة، وقد يصل الأمر إلى الأزمة التحسسية. تعالج الأزمة التحسسية بالكورتيزون.
- التأثر باليود الموجود في المادة المظللة، مما قد يؤدي عند مرضى الغدة الدرقية إلى أزمة الغدة الدرقية، ويمكن الوقاية من ذلك بإعطاء أولئك المرضى مادة بيركلورات الصوديوم والتي تمنع امتصاص الغدة الدرقية لليود وتقي من الأزمة الدرقية.
- التأثير السلبي على الوظائف الكلوية، وبخاصة عند مرضى الكلى المزمن، لذا يُنصح بالإكثار من شرب الماء بعد تلقي المادة المظللة وذلك لتقليل أثرها على الوظيفة الكلوية. ويمكن العمل على تقليل كمية المادة المظللة وذلك بالاستغناء عن فحص حجرات القلب إذا كانت القسطرة تجري لفحص الشرايين التاجية، وذلك لحماية الكلى من العبء الزائد للمادة المظللة.

## إجراء
«قسطرة القلب» مصطلح عام لمجموعة من الإجراءات. يتم الوصول إلى القلب من خلال الشريان أو الوريد المحيطي. عادةً ما يشمل ذلك الشريان الكعبري والوريد الوداجي الداخلي والشريان / الوريد الفخذي. كل وعاء دموي له مميزاته وعيوبه. بمجرد الوصول، يتم استخدام القسطرة البلاستيكية (الأنابيب المجوفة الدقيقة) والأسلاك المرنة للتنقل إلى القلب وحوله. تأتي القسطرات بأشكال وأطوال وأقطار عديدة وعدد لومن وميزات خاصة أخرى مثل الأقطاب الكهربائية والبالونات. بمجرد وضعها، يتم استخدامها للقياس أو التدخل. يعد التصوير جانبًا مهمًا للقسطرة وعادة ما يتضمن التنظير الفلوري ولكن يمكن أن يشمل أيضًا أشكالًا من تخطيط صدى القلب (تخطيط صدى القلب عبر الصدر ومخطط صدى القلب عبر المريء وICE) والموجات فوق الصوتية (تصوير بالأمواج فوق الصوتية داخل الأوعية). يستخدم الحصول على الوصول تقنية سيلدينغر عن طريق ثقب الوعاء بإبرة، ووضع سلك عبر الإبرة في تجويف الوعاء، ثم استبدال الإبرة بغمد بلاستيكي أكبر. يمكن أن يكون العثور على الوعاء بإبرة أمرًا صعبًا ويمكن استخدام كل من الموجات فوق الصوتية والتنظير الفلوري للمساعدة في العثور على الوصول وتأكيده. تحتوي الأغلفة عادةً على منفذ جانبي يمكن استخدامه لسحب الدم أو سوائل الحقن / الأدوية، كما أن لها فتحة نهائية تسمح بإدخال القسطرة والأسلاك وما إلى ذلك بشكل محوري في الأوعية الدموية
بمجرد الحصول على الوصول، يعتمد ما يتم إدخاله في السفينة على الإجراء الذي يتم تنفيذه. تتشكل بعض القسطرات على شكل معين ولا يمكن معالجتها إلا عن طريق إدخال / سحب القسطرة في الغلاف وتدوير القسطرة. قد يشمل البعض الآخر الهياكل الداخلية التي تسمح بالتلاعب الداخلي (على سبيل المثال، تخطيط صدى القلب داخل القلب). أخيرًا، عند اكتمال الإجراء، تتم إزالة القسطرة وإزالة الغمد. مع مرور الوقت، يلتئم الثقب الموجود في الأوعية الدموية. يمكن استخدام أجهزة إغلاق الأوعية الدموية لتسريع الإرقاء.

### معدات
هناك حاجة إلى الكثير من المعدات للمرفق لأداء العديد من الإجراءات الممكنة لقسطرة القلب.
عامة:
- القسطرة
- أجهزة مراقبة تخطيط القلب
- مزيل الرجفان الخارجي
- التنظير
- محولات الضغط
- الأغماد

التدخل الشريان باستخدام القسطرة في التاجي عن طريق الجلد:
- الدعامات التاجية: الدعامة المعدنية العارية (BMS) والدعامة المكسوة بالأدوية (DES)
- بالونات قسطرة
- ليزر استئصال العصيدة وأجهزة الدوران
- أجهزة انسداد الزائدة الأذينية اليسرى

الفيزيولوجيا الكهربية:
- قثاطير الاجتثاث : الترددات الراديوية (RF) والتبريد
- أجهزة تنظيم ضربات القلب
- أجهزة تنظيم ضربات القلب

## التاريخ
يعود تاريخ قسطرة القلب إلى ستيفن هالز (1677-1761) وكلود برنارد (1813-1878)، اللذين استخدماها على نماذج حيوانية. بدأ التطبيق السريري للقسطرة القلبية مع الدكتور فيرنر فورسمان في عام 1929، الذي أدخل قسطرة في وريد ساعده، ووجهها بالمنظار إلى الأذين الأيمن، والتقط لها صورة بالأشعة السينية. ومع ذلك، حتى بعد هذا الإنجاز، أقال مسؤولو المستشفى فورسمان من منصبه بسبب أساليبه غير التقليدية. خلال الحرب العالمية الثانية، افتتح أندريه كورنان، وهو طبيب في مستشفى نيويورك-بريسبيتيريان، ثم Columbia-Bellevue، أول مختبر للقسطرة. في عام 1956، حصل فورسمان وكورناند على جائزة نوبل في علم وظائف الأعضاء أو الطب لتطوير قسطرة القلب. أجرى الدكتور يوجين أ.ستيد بحثًا في الأربعينيات من القرن الماضي، مما مهد الطريق لقسطرة القلب في الولايات المتحدة.

## وصلات خارجية
- جمعية القلب السعودية
- موضوع القثطرة القلبية صفحة الإنترنت لجامعة هارفارد كما ظهرت في 4.9.2008. (بالإنجليزية)
- MedlinePlus Medical Encyclopedia: Cardiac catheterization
- eMedicine: Cardiac Catheterization (Left Heart)